# فقیه‌بیگلو
فقیه بیگلو، روستایی است از توابع بخش مرکزی شهرستان ارومیه استان آذربایجان غربی ایران. این رو ستا قبلاً جزو روستای شمس حاجیان بوده تعداد جمعیت آن بسیار اندک است

## جمعیت
این روستا در دهستان باراندوزچای شمالی قرار داشته و بر اساس سرشماری سال ۱۳۸۵ جمعیّت آن ۳۹۱ نفر (۹۹ خانوار)
بوده‌است.